# Grande Baie (Guadeloupe)
Ne doit pas être confondu avec Grande Baie.
Grande Baie est une baie de Guadeloupe située au Gosier entre la pointe de la Verdure et le Fort Fleur d'épée.

## Description
Grande Baie s'ouvre sur environ 1,7 km sur une largeur approximative de 1 km.